# Montréal P.Q.
Montréal P.Q. est un feuilleton télévisé québécois en 62 épisodes de 50 minutes scénarisée par Victor-Lévy Beaulieu et diffusé du 6 octobre 1992 au 20 décembre 1994 à la Télévision de Radio-Canada.

## Synopsis
Le téléroman se déroule à Montréal après la Seconde Guerre mondiale. L'intrigue est centrée autour du monde de la police, des cabarets montréalais et de la prostitution.

## Fiche technique
- Scénario : Victor-Lévy Beaulieu
- Réalisation : Raymonde Boucher, Pierre-Jean Cuillerrier, Maurice Falardeau, Yves Mathieu, Lorraine Pintal
- Société de production : Société Radio-Canada

## Distribution
- Gilles Renaud : Urbain Blondeau
- Marie Tifo : Fleur-Ange Blondeau
- Joëlle Morin : Roxanne Blondeau
- Gisèle Schmidt : Bérangère Blondeau
- Sylvie Léonard : Aurise Blondeau
- Monique Miller : Mme Félix
- Jacques Godin : Victor Téoli
- David La Haye : Abbé Edmond Brisebois
- Jean-Louis Millette : Chanoine Odilon Caron
- Juliette Huot : Délicia
- Gilbert Sicotte : Cornélius Patenaude
- Gabriel Gascon : Achille Gariépy
- Ghyslain Tremblay : Tom Brosseau
- Yves Desgagnés : Leonardo Moriani
- Edgar Fruitier : Émile
- Benoît Dagenais : Lenoir
- Stéphan Côté : Banjo Henry
- Suzanne Marier : Mlle Kaufmann
- Claude Blanchard : Harry Smith
- Élise Guilbault : La Bissonnette
- Yvan Canuel : Bonhomme Panneton
- Jean-François Pichette : Mike Belzile
- Maude Guérin : Mireille Panneton
- Marie-Josée Croze : France
- Alain Fournier : Guido
- Renée Girard : Mme Blanchette
- Thérèse Morange : Mère supérieure
- Francis Renaud : Conrad
- Annette Garant : Paulette Tremblay
- Roger La Rue : Constantin
- Marc Gélinas : Gérald Baribault
- Raymond Royer : Notaire Ferron
- Nicole Filion : Mère Jésus de Marie
- Michèle Magny : Sœur de la Charité
- Sophie Faucher : Axelle Adams
- Martine Francke : Axinia
- Jean Ricard : Dr Rochette
- Éric Cabana : Ferdinand
- Serge Christiaenssens : M. Chrétien
- Deano Clavet : Luigi
- Pierre Curzi : Paulus Quintal
- Bernard Fortin : Billy
- Benoît Girard : Archevêque de Montréal
- Julie McClemens : Kate
- Gérard Poirier : Mgr Pelletier
- Pascal Rollin : Grand vicaire Cloutier
- Jean-Louis Roux : Dr Hébert
- Sophie Stanké : Sophie Lébovic
- Jacques Tourangeau : Bedeau des Ursulines
- Jacques Galipeau : Gaudias Leduc
- Victor Désy : Willie Jalbert
- Yvon Thiboutot : Zotique Bilodeau
- Claude Michaud : M. Gabias
- Jean Dalmain : M. St-Martin
- Guy Thauvette : Albert Perron
- Mark Bromilow : Me Abram Sicovitch
- André Montmorency : Juge Rinfret
- Jean-Claude Germain : Habitant
- Jean-Pierre Bergeron : Gérard Godin
- Pascale Bussières : Betsy May
- Claude Poissant : Journaliste Gagnon
- Claude Préfontaine : Mgr Joseph Charbonneau
- Claude Gasse : Martha Brin D'amour
- Mirianne Brûlé : Amélie
- Luc Pilon : Fier-à-bras
- Jacqueline Magdelaine : Sœur geôlière
- Louise-Hélène Lacasse : Servante
- Isabel Fortin : Prostituée
- Stephany Maillery : Prostituée
- Pierre Chagnon : M. Dessureault
- Sylvie Boucher : Alys Robi

## Récompenses
- Prix Gémeaux : Meilleur téléroman 1995